# تحریم‌ها علیه جمهوری فدرال یوگسلاوی
در طول جنگ‌های یوگسلاوی در دهه ۱۹۹۰ و اوایل دهه ۲۰۰۰، چندین دور تحریم‌های بین‌المللی علیه جمهوری‌های یوگسلاوی سابق صربستان و مونته‌نگرو اعمال شد که کشور جدیدی به نام صربستان و مونته‌نگرو تشکیل دادند.
در دور اول تحریم‌ها که در پاسخ به جنگ بوسنی و جنگ استقلال کرواسی اعمال شد و بین آوریل ۱۹۹۲ تا اکتبر ۱۹۹۵ ادامه یافت، یوگسلاوی تحت تحریم سازمان ملل متحد قرار گرفت. این تحریم پس از امضای توافقنامه دیتون که به درگیری پایان داد، برداشته شد.  در طول و پس از جنگ کوزوو ۱۹۹۹–۱۹۹۸، یوگسلاوی دوباره توسط سازمان ملل متحد، اتحادیه اروپا (EU)  و ایالات متحده تحریم شد.  پس از سرنگونی رئیس‌جمهور یوگسلاوی اسلوبودان میلوشویچ در اکتبر ۲۰۰۰، تحریم‌ها علیه یوگسلاوی تا ۱۹ ژانویه ۲۰۰۱ برداشته شدند 
تحریم‌ها تأثیر عمده‌ای بر اقتصاد صربستان و مونته‌نگرو و جامعه آن گذاشت، به طوری که صربستان بیشترین آسیب را دید، تولید ناخالص داخلی آن از ۲۴ میلیارد دلار در سال ۱۹۹۰ به زیر ۱۰ میلیارد دلار در سال ۱۹۹۳،  و ۸٫۶۶ میلیارد دلار در سال ۲۰۰۰ کاهش یافت  آنها همچنین تأثیر مخربی بر صنعت یوگسلاوی داشتند.  فقر در سال ۱۹۹۳ به بالاترین حد خود رسید و ۳۹ درصد از جمعیت با کمتر از ۲ دلار در ماه زندگی می‌کردند. با اعمال مجدد تحریم‌های بین‌المللی در سال ۱۹۹۸، سطح فقر دوباره افزایش یافت.  حدود ۸۰۰٫۰۰۰ نفر در دهه ۱۹۹۰ از صربستان مهاجرت کردند که ۲۰ درصد آنها دارای تحصیلات عالی بودند.

## زمینه
در سال ۱۹۹۱، فروپاشی یوگسلاوی در حال انجام بود، با غربی‌ترین جمهوری‌های اسلوونی و کرواسی که استقلال خود را اعلام کردند، و در نیمه دوم سال، جنگ استقلال کرواسی با لشکرکشی یوگسلاوی در کرواسی در جریان بود. در ۲۵ سپتامبر ۱۹۹۱، قطعنامه ۷۱۳ شورای امنیت سازمان ملل متحد تحریمی را بر تسلیحات و تجهیزات نظامی به یوگسلاوی وضع کرد که هدف آن حمایت از کنفرانس یوگسلاوی بود که هدف آن حل و فصل مسالمت آمیز وضعیت و از طریق مذاکره بود.
در ۸ نوامبر ۱۹۹۱، اتحادیه اقتصادی اروپا اولین تحریم‌های اقتصادی را علیه جمهوری‌های یوگسلاوی سابق اعمال کرد، در حالی که در ۲ دسامبر تحریم‌ها را لغو کرد و کمک‌های اقتصادی به همه جمهوری‌های غیر از صربستان و مونته‌نگرو را بازگرداند.  تحریم‌ها اعضای کمیسیون اروپا را از واردات منسوجات از یوگسلاوی منع کرد و در مجموع ۱٫۹ میلیارد دلار بسته‌های کمکی اتحادیه اروپا را که قبل از تحقق دوازده آتش‌بس در منطقه جنگی کرواسی به یوگسلاوی وعده داده شده بود، به حالت تعلیق درآورد.
در آغاز سال ۱۹۹۲، فروپاشی یوگسلاوی در سطح بین‌المللی به رسمیت شناخته شد. جمهوری‌های یوگسلاوی سابق صربستان و مونته‌نگرو کشور کوچکتر جدیدی به نام جمهوری فدرال یوگسلاوی تشکیل دادند. در پایان بهار ۱۹۹۲، جنگ بوسنی در جمهوری بوسنی و هرزگوین آغاز شد.

## تاریخچه
در ۳۰ مه ۱۹۹۲، شورای امنیت سازمان ملل متحد با ۱۳ رای موافق قطعنامه ۷۵۷ را تصویب کرد. همه تجارت بین‌المللی، همکاری‌های علمی و فنی، مبادلات ورزشی و فرهنگی، سفرهای هوایی و سفر مقامات دولتی جمهوری فدرال یوگسلاوی را تحریم کرد.  روز بعد، بوش پدر، رئیس‌جمهور ایالات متحده، به وزارت خزانه داری دستور داد تا تمام دارایی‌های دولت یوگسلاوی در ایالات متحده را به ارزش تقریبی ۲۰۰ میلیون دلار در آن زمان مصادره کند. فرانسوا میتران، رئیس‌جمهور وقت فرانسه، در ابتدا تصویب قطعنامه ۷۵۷ را به تعویق انداخت، زیرا او پیشنهاد کرد که ممنوعیت ورزش لغو شود، اما در عوض تصمیم گرفت در ازای توضیح کتبی مبنی بر اینکه سربازان صرب تنها مسئول جنگ در کرواسی نیستند، ممنوعیت ورزش را حفظ کند. علیرغم اصلاحیه میتران، قطعنامه ۷۵۷ تنها جمهوری فدرال یوگسلاوی را هدف قرار داد، نه هیچ‌یک از کشورهای جدا شده را.
در ۱۶ نوامبر ۱۹۹۲، شورای امنیت سازمان ملل قطعنامه ۷۸۷ را تصویب کرد و ممنوعیت گسترده‌ای را برای حمل و نقل به یوگسلاوی و از آن وضع کرد.  این قطعنامه با یک سری محاصره دریایی دنبال شد که با عملیات گارد دریایی شروع شد و بعداً شامل عملیات گارد شارپ شد. شورای امنیت سازمان ملل بیش از صد قطعنامه را در جریان درگیری‌های مسلحانه در یوگسلاوی به تصویب رساند و برخی نهادهای صرب خارج از جمهوری فدرال یوگسلاوی را هدف قرار دادند. قطعنامه‌های ۸۵۰ و ۹۴۲ به‌طور مشخص مبادلات صادرات و واردات را ممنوع کرده و دارایی‌های جمهوری صربسکا را که در آن زمان یک کشور به رسمیت شناخته‌نشده صرب‌ها با جنگ در بوسنی و هرزگوین تأسیس شده بود، مسدود کرد.  قطعنامه ۱۰۲۲ شورای امنیت به‌طور رسمی تحریم‌های صربستان را یک روز پس از امضای توافقنامه دیتون، در ۲۲ نوامبر ۱۹۹۵، به حالت تعلیق درآورد 
با پایان یافتن جنگ بوسنی، تحریم‌های سازمان ملل علیه یوگسلاوی پس از انتخابات بوسنی در ۱۴ سپتامبر ۱۹۹۶ به‌طور کامل برداشته شد، اگرچه یک «دیوار بیرونی» تحریم‌ها – عضویت در نهادهای مالی بین‌المللی – باقی ماند که به همکاری با ICTY و حقوق بشر در کوزوو مرتبط بود. . قطعنامه ۱۰۷۴ شورای امنیت در ۱ اکتبر ۱۹۹۶ تمام قطعنامه‌های قبلی علیه یوگسلاوی را خاتمه داد. علیرغم لغو تحریم‌های سازمان ملل، ایالات متحده «دیوار بیرونی» تحریم‌ها را حفظ کرد و از عضویت یوگسلاوی در نهادهای بین‌المللی جلوگیری کرد.
دومین سری از تحریم‌های بین‌المللی علیه یوگسلاوی در سال ۱۹۹۸ با تشدید خشونت در کوزوو اعمال شد. در ۳۱ مارس ۱۹۹۸، شورای امنیت سازمان ملل قطعنامه ۱۱۶۰ را تصویب کرد و یوگسلاوی را تحریم تسلیحاتی کرد.  این اقدامات با ممنوعیت پرواز خطوط هوایی JAT یوگسلاوی به کشورهای عضو اتحادیه اروپا و مسدود کردن دارایی‌های دولت یوگسلاوی در کشورهای عضو اتحادیه اروپا توسط اتحادیه اروپا انجام شد.  در ۲۴ مارس ۱۹۹۹، ناتو بمباران یوگسلاوی را آغاز کرد و ایالات متحده و اتحادیه اروپا ممنوعیت‌های تجاری و کمک‌های مالی بیشتری از جمله ممنوعیت صادرات نفت به یوگسلاوی را وضع کردند.  اتحادیه اروپا در ۹ اکتبر ۲۰۰۰ به تحریم‌های خود علیه یوگسلاوی پایان داد و به اعضای اتحادیه اروپا اجازه داد پروازهای تجاری و تجارت نفت خود را با یوگسلاوی از سر بگیرند.

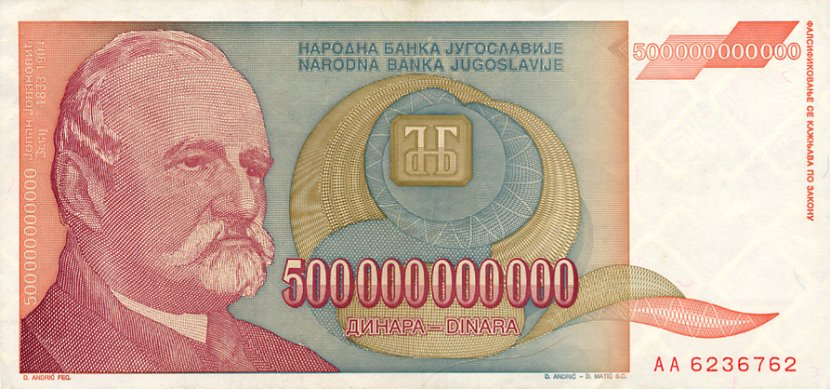
در بالا یک اسکناس ۵۰۰ میلیارد دیناری یوگسلاوی چاپ شده در سال ۱۹۹۳ نشان داده شده است. اولین ابر تورم دینار یوگسلاوی از سال ۱۹۹۲ تا ۱۹۹۴ ادامه یافت.

## تورم بیش از حد دینار یوگسلاوی تحت تحریم
از سال ۱۹۹۲، عرضه پول در اقتصاد یوگسلاوی به شدت افزایش یافت و منجر به یک دوره ابر تورم طولانی شد که در مجموع ۲۵ ماه به طول انجامید. دینار در سال ۱۹۹۳ نرخ تورم ماهانه ۳۱۳ میلیون درصدی را ثبت کرد. ابرتورم زمانی به اوج خود رسید که تورم ماهانه دینار به رقم خیره کننده ۵٫۵۷۸ کوئینتیلیون درصد رسید.

در اوج تورم در ژانویه ۱۹۹۴، دولت یوگسلاوی دراگوسلاو اوراموویچ، اقتصاددان سابق بانک جهانی را به عنوان مشاور اقتصادی استخدام کرد. در ۲۴ ژانویه ۱۹۹۴، اوراموویچ دینار جدید یوگسلاوی را با نسبت ارزش ۱:۱ به ارزش دویچه مارک به اجرا گذاشت. چند ماه پس از آن، عرضه پول تثبیت شد، بنابراین دینار عملاً کاهشی نداشت و کمبود نیازهای مختلف به طرز محسوسی کاهش یافت. در نتیجه موفقیت دینار جدید، اوراموویچ در ۲ مارس ۱۹۹۴ به عنوان رئیس بانک مرکزی یوگسلاوی منصوب شد. اوراموویچ به نیویورک تایمز گفت که فکر می‌کند برنامه مالی او علی‌رغم تحریم‌ها می‌تواند تداوم داشته باشد و گفت:
ارز ثابت است، ما به استقلال کشاورزی دست یافته‌ایم و تولیدات صنعتی از پایان سال گذشته ۴۰ درصد رشد داشته است. امیدواریم تحریم‌ها برداشته شود، زیرا تنها کاری که می‌کنند دشمن آفرینی است. اما برنامه ما هر اتفاقی بیفتد پایدار است.
اقتصاددانان در مورد اینکه آیا می‌توان با تحریم‌های بین‌المللی از تورم شدید جلوگیری کرد، اختلاف نظر داشتند. لیوبومیر مادزار، اقتصاددان، در همان مقاله نقل شده است که چنین گفته است:
ذخایر ارزی کافی نیست، تولید نمی‌تواند تحت تحریم به توسعه پایدار دست یابد، و بنابراین کسری بودجه باید تا پایان سال افزایش یابد که منجر به ابرتورم جدید می‌شود.
اوراموویچ در سال ۱۹۹۶ توسط مجمع ملی یوگسلاوی از سمت خود کنار رفت. تحریم‌های بین‌المللی در سال ۱۹۹۸ به دلیل جنگ کوزوو دوباره برقرار شد و تا سال ۱۹۹۹، دینار یوگسلاوی به ۳۰ دینار برای مارک دویچه کاهش یافت.

## تأثیرات بر مردم یوگسلاوی
در سال ۱۹۸۹، متوسط درآمد مردم یوگسلاوی تقریباً ۳۰۰۰ دلار در سال بود. در اکتبر ۱۹۹۲، کمتر از یک سال پس از اجرای نخستین تحریم‌ها، میرالجوب لابوس، اقتصاددان، تخمین زد که میانگین درآمد در آن زمان به حدود ۱۵۰۰ دلار در سال کاهش یافته است. در سپتامبر ۱۹۹۲، زمانی که بنزین هنوز در برخی از پمپ بنزین‌ها موجود بود، یک گالن (۳٫۸ لیتر) معادل ۱۵ دلار آمریکا فروخته شد. در نتیجه محدودیت‌های نفت و گاز اعمال شده توسط تحریم‌ها، تا اکتبر ۱۹۹۲ به صاحبان وسایل نقلیه شخصی در یوگسلاوی سهمیه ای ۳٫۵ گالن بنزین در ماه اختصاص یافت. در نوامبر ۱۹۹۲، دولت فروش پمپ بنزین‌های عمومی را به افراد به امید دور زدن تحریم‌های سوخت آغاز کرد. پمپ بنزین‌ها به افرادی با مقادیر زیادی پول فروخته شد. رهبر شبه‌نظامی، ژلیکو «آرکان» راژناتوویچ در این زمان چندین پمپ بنزین از ایالت به دست آورد. در نتیجه تحریم‌ها، بسیاری از مردم از رانندگی با خودروهای خود منصرف شدند. اپراتور اتوبوس عمومی در بلگراد، جی‌اس‌پی، از زمان کاهش ناوگان آن به دلیل کمبود بودجه، که منجر به شلوغی بیش از حد اتوبوس‌ها می‌شود و پس از آن دیگر نمی‌توان از مسافران بلیط دریافت کرد، دیگر درآمدی کسب نکرد. در نتیجه، اتوبوس‌های ایمنی جی‌اس‌پی به تدریج نادیده گرفته شد، تا جایی که در اواخر دهه ۱۹۹۰ (پس از آن تحریم‌ها پس از شروع شورش در کوزوو دوباره اعمال شد) که مسافری که روی یکی از چرخ‌های اتوبوس نشسته بود، از بین رفت. کف زنگ زد و فوراً کشته شد.
ارزیابی سازمان اطلاعات مرکزی آمریکا دربارهٔ تحریم‌های ثبت‌شده در سال ۱۹۹۳ خاطرنشان کرد که «صرب‌ها به کمبودهای دوره‌ای، صف‌های طولانی در فروشگاه‌ها، خانه‌های سرد در زمستان و محدودیت‌های برق عادت کرده‌اند». تجهیزات دارویی در بیمارستان‌ها با کمبود آنتی‌بیوتیک‌ها، واکسن‌ها و داروهای ضد سرطان مواجه شدند. در اکتبر ۱۹۹۳، دفتر کمیساریای عالی سازمان ملل متحد برای پناهندگان در بلگراد تخمین زد که تقریباً ۳ میلیون نفر در صربستان و مونته‌نگرو در خط فقر یا زیر خط فقر زندگی می‌کنند. در اواخر سال ۱۹۹۳، بیمارستان‌ها فاقد آنتی‌بیوتیک‌های اولیه و تجهیزات کاربردی مانند دستگاه‌های پرتو ایکس بودند. در این مرحله پمپ بنزین‌ها عرضه سوخت را متوقف کردند. در اکتبر ۱۹۹۳، در تلاش برای صرفه جویی در انرژی، دولت یوگسلاوی شروع به قطع گرما و برق در سراسر آپارتمان‌های مسکونی کرد. در نوامبر ۱۹۹۴، ۸۷ بیمار در مؤسسه بهداشت روانی بلگراد، که غذا و دارو نداشتند جان خود را از دست دادند. بر اساس گزارش‌ها، بیماران در بیمارستان بدون نظارت کمی برهنه راه می‌رفتند. در ماه مه ۱۹۹۴، نیویورک تایمز گزارش داد که از زمان اجرای تحریم‌ها علیه یوگسلاوی، میزان خودکشی ۲۲ درصد افزایش یافته است.
در جمهوری مونته‌نگرو، بزرگ‌ترین کارخانه ذوب آلومینیوم در منطقه، کارخانه آلومینیوم پودگوریتسا، پس از اجرای تحریم‌ها کار خود را متوقف کرد. در سال ۱۹۹۳، رئیس‌جمهور مونته‌نگرو در یوگسلاوی، مومیر بولاتوویچ، گفت که تحریم‌ها باعث کمبود شدید مواد غذایی در مونته‌نگرو شده است.